# Hội chứng Boerhaave
Vỡ thực quản là tình trạng thủng thành thực quản.  56% nguyên nhân thủng thực quản là do nhân viên y tế, thường là do thiết bị y tế như nội soi hoặc phẫu thuật cạnh thực quản. Ngược lại, hội chứng Boerhaave  là nguyên nhân 10% thủng thực quản xảy ra do nôn.
Thủng thực quản tự phát gây rách toàn bộ thành thực quản do tăng đột ngột áp lực trong lòng thực quản kết hợp với áp lực âm trong lồng ngực do căng thẳng hoặc nôn. Các nguyên nhân khác của vỡ thực quản tự phát bao gồm nuốt chất ăn mòn, thuốc viêm thực quản, thực quản Barrett, loét nhiễm trùng trong bệnh AIDS, và sau mở hẹp thực quản.
Trong nhiều trường hợp ở hội chứng Boerhaave, vết rách xảy ra ở cạnh sau - bên đầu xa thực quản quản và kéo dài vài centimet. Tình trạng này có tỷ lệ diễn biến và tử vong ca nếu không điều trị. 
Tình trạng này lần đầu tiên được ghi nhận vào thế kỷ 18 bởi bác sĩ Herman Boerhaave, hội chứng sau này được đặt theo tên ppng. Một tình trạng liên quan là hội chứng Mallory-Weiss mà chỉ rách lớp cơ niêm.
Trong trường hợp  nguyên nhân do y tế vị trí tổn thương phổ biến là thực quản đoạn cổ trên cơ thắt, trong khi vỡ thực quản tự phát như trong hội chứng Boerhaave thường xảy ra ở (1/3) dưới thực quản.

## Các dấu hiệu và triệu chứng
Tiền sử điển hình của vỡ thực quản là buồn nôn và nôn nghiêm trọng kèm theo đau ngực và thượng vị dữ dội. Nuốt đau, thở nhanh, khó thở, tím tái, sốt, và sốc tiến triển nhanh sau đó.
Khám tổng quát thường được không hiệu quả, đặc biệt là gia đoạn đầu. Tràn khí dưới da khí (nổ lốp đốp) là một  dấu hiệu quan trọng để chẩn đoán nhưng không nhạy, với chỉ khoảng 9 trên 34 bệnh nhân (27 phần trăm) trong một nghiên cứu. Tràn dịch màng phổi cũng có thể xuất hiện.
Tam chứng Mackler bao gồm đau ngực, nôn, và tràn khí dưới da, và dù điển hình nhưng chỉ xuất hiện ở14% trường hợp.
Đau thỉnh thoảng có thể lan lên vai trái, gây ra nhầm lẫn thủng  thực quản với nhồi máu cơ tim.

## Chẩn đoán

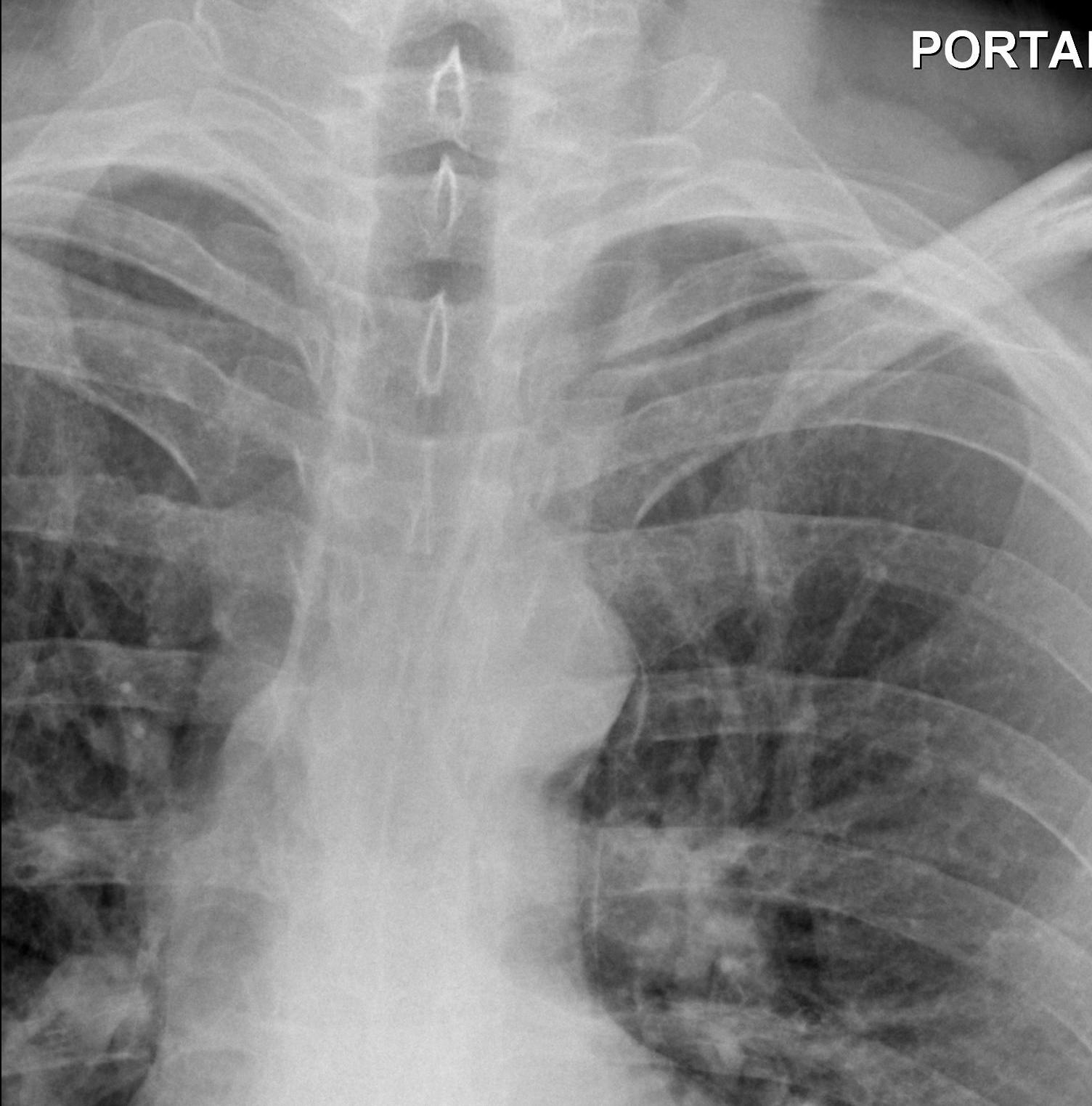
Chụp x-quang ngực thẳng cho thấy có khí trong trung thất quanh động mạch chủ và cạnh động mạch cảnh chung trái. Bệnh nhân này được đưa đến phòng Cấp cứu với triệu chứng đau ngực nghiêm trọng sau khi ăn.

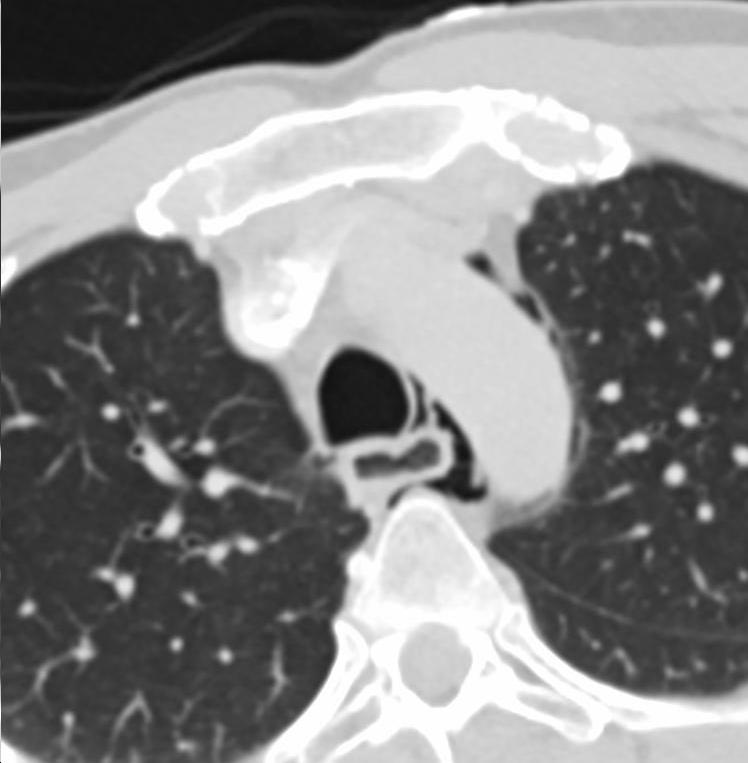
Hình ảnh CT cắt ngang có khí trong trung thất xung quanh khí quản và thực quản

Hội chứng Boerhaave có dấu hiệu gợi ý trên phim chụp x-quang ngực thẳng và xác nhận bằng chụp CT. Phim X-quang ngực ban đầu gần như là luôn luôn bất thường ở bệnh nhân hội chứng Boerhaave là  và thường thấy khí trong trung thất hoặc khí tự do trong ổ bụng. Với thủng thực quản đoạn cổ,  phim chụp cổ cho thấy không khí nằm trong mô mềm cạnh cột sống.
Vài giờ đến vài ngày sau sẽ xuất hiện tràn dịch màng phổi có hoặc không có tràn khí màng phổi, trung thất mở rộng và tràn khí dưới da. CT có thể thấy thành thực quản phù nề và dày, khí ngoài thực quản, dịch ngoài thực quản có hoặc không có bọt khí, trung thất mở rộng, khí và dịch trong khoang màng phổi, khoang ngoài màng tim.

Nội soi không có vai trò trong chẩn đoán thủng thực quản tự phát. Cả nội soi và bơm khí đều có thể làm tăng kích thước lỗ thủng đưa thêm không khí vào trung thất.
Bệnh nhân cũng có thể có dịch màng phổi với nồng độ amylase cao (từ nước bọt), pH thấp và có thể xuất hiện các mảnh vụn thức ăn.

### Chẩn đoán phân biệt
Thường chẩn đoán nhầm với nhồi máu cơ tim, viêm tụy cấp, áp xe phổi, viêm màng ngoài và tràn khí màng phổi. Nếu nghi ngờ thủng thực quản dù không có bằng chứng thực thể, X quang ngực thì vẫn nên chụp CT để loại trừ.

## Điều trị
Ngoại trừ một vài trường hợp được báo cáo sống sót mà không cần phẫu thuật, tỷ lệ tử vong nếu không được điều trị hội chứng Boerhaave là gần 100%. Phương pháp điều trị  bao gồm kháng sinh liệu pháp để ngăn chặn viêm trung thất và nhiễm trùng huyết, phẫu thuật bít lỗ thủng, và nếu mất dịch cần được bù dịch bằng truyền tĩnh mạch. Ngay cả khi can thiệp phẫu thuật sớm (trong vòng 24 giờ) nguy cơ tử vong vẫn lên đến 25%.